# Burundyjska Ligue A
Ligue A jest najwyższą piłkarską klasą rozgrywkową w Burundi. Liga powstała w 1970 roku.

## Drużyny w sezonie 2011/12
- Academie Tchité FC
- AS Inter Star
- Athlético Olympic Bużumbura
- Espoir Mutimbuzi
- Flamengo de Ngagara Bużumbura
- Flambeau de l'Est
- Kamenge F.C.
- LLB Académic
- Muzinga Bużumbura
- Royal Muramvya
- Union Sporting Bużumbura
- Vital’O Bużumbura

## Mistrzowie
| - 1970: nieznany - 1971: rozgrywki anulowane - 1972: Burundi Sports Dynamic - 1973: Burundi Sports Dynamic - 1974: Inter Bużumbura - 1975: nieznany - 1976: nieznany - 1977: nieznany - 1978: Inter Bużumbura - 1979: Vital’O Bużumbura - 1980: Prince Louis Bużumbura - 1981: Prince Louis Bużumbura - 1982: Vital’O Bużumbura - 1983: Fantastique Bużumbura |  | - 1984: Vital’O Bużumbura - 1985: Vital’O Bużumbura - 1986: Vital’O Bużumbura - 1987: Inter Bużumbura - 1988: Inter Bużumbura - 1989: Inter Bużumbura - 1990: Vital’O Bużumbura - 1991: AS Inter Star - 1992: Vital’O Bużumbura - 1993: nie rozgrywano lub opuszczono - 1994: nie rozgrywano lub opuszczono - 1995: Fantastique Bużumbura - 1996: Fantastique Bużumbura - 1997: Maniema Bużumbura |  | - 1998: Vital’O Bużumbura - 1999: Vital’O Bużumbura - 2000: Vital’O Bużumbura - 2001: Prince Louis Bużumbura - 2002: Muzinga Bużumbura - 2003: nie dokończono - 2004: Athlético Olympic Bużumbura - 2005: AS Inter Star - 2006: Vital’O Bużumbura - 2007: Vital’O Bużumbura - 2008: AS Inter Star - 2009: Vital’O Bużumbura - 2010: Vital’O Bużumbura - 2011: Athlético Olympic Bużumbura |

## Podsumowanie
| Klub                        | Liczba tytułów | Ostatni tytuł |
| --------------------------- | -------------- | ------------- |
| Vital’O Bużumbura           | 14             | 2010          |
| Inter Bużumbura             | 5              | 1989          |
| Maniema Fantastique         | 4              | 1997          |
| AS Inter Star               | 3              | 2008          |
| Prince Louis Bużumbura      | 3              | 2001          |
| Burundi Sports Dynamic      | 2              | 1973          |
| Athlético Olympic Bużumbura | 2              | 2011          |
| Muzinga Bużumbura           | 1              | 2002          |